# あいのエチュード
『あいのエチュード』は、つくばテレビが制作しエンタ!371（後にエンタ!959）で2011年1月から2014年12月まで放送されていたバラエティ番組。
セクシー女優（AV女優）希志あいのの冠番組第3弾。本項では前々番組の『あいの恋文』と前番組の『きしめぐ』についても説明する。

## 概要
希志あいのがゲストと共に即興劇（エチュード）を行い、最後に録画を見返し感想を述べる、という構成（『鶴瓶のスジナシ!』と同じ基本プロット）。前々番組『あいの恋文』をリニューアルした内容となっている。
男装キャラクターキシオに扮する事が定番化していた（『あいの恋文』から登場）。希志の男装だが、設定は希志とは別人で、性別も男として設定されている（『第4回セクシー女優総選挙』にはキシオとして参加している）。
同じつくばテレビ制作の『かすみレディオ』、『凛とジェシカのファイト一発』とは何度もコラボしている。また、希志が恵比寿マスカッツ（第1世代）のメンバー（後に3代目リーダー）であるため、マスカッツメンバーがゲスト出演する事も少なくなかった（放送日・ゲスト一覧を参照）。
2013年の#34（初回放送10月20日）から新システム「赤ランプ」が導入され、スイッチを押してランプを点灯させるとエチュードを中断できるようになった。
『かすみレディオ』と『みっひーランド』を併せた3番組合同企画で『セクシー女優総選挙』を4回行っている。2度優勝しており、ハワイでのロケも行った。なお、2度とも初音みのりがメンバーとして加わっている（セクシー女優総選挙#第2回（2012年、ハワイ）参照）。
後番組は男装ユニット5人組の『SPICE×BOYS』（リーダーはキシオ）。

## 放送日・ゲスト一覧
（マ）は恵比寿マスカッツ（第1世代）のメンバー（当時、もしくは解散時）。 

### 2011年
| 回数 | 初回放送日 | シチュエーション                                         | ゲスト                          |
| ---- | ---------- | -------------------------------------------------------- | ------------------------------- |
| #1   | 1月2日     | 実家に帰省した希志が、見知らぬ女性（ジェシカ）と出会う。 | 希崎ジェシカ（マ）              |
| #2   | 2月4日     | 受験生のキシオと、家庭教師の恵けい。                     | 恵けい（マ）                    |
| #3   | 3月4日     | 倉庫のOL希志と、婦人警官の小倉奈々。                     | 小倉奈々                        |
| #4   | 4月1日     | 独房の囚人希志と、監視役の栗林里莉。                     | 栗林里莉（マ）                  |
| #5   | 5月1日     | 放課後の教室。女生徒凛とキシオ、果穂の三角関係。         | かすみ果穂（マ）、 桜木凛（マ） |
| #6   | 6月3日     | 病院（女医・希志、患者・桜木、かすみ）                   | かすみ果穂（マ）、 桜木凛（マ） |
| #7   | 7月1日     | ビルの屋上での映画撮影。                                 | 範田紗々                        |
| #8   | 8月5日     | 潰れそうなファミレスにて。                               | 初音みのり（マ）                |
| #9   | 9月2日     | エレベーターに閉じ込められた二人。                       | 瑠川リナ（マ）                  |
| #10  | 10月2日    | 売れない女漫才コンビが劇場で。                           | 由愛可奈                        |
| #11  | 11月1日    | 隣り合わせの病室ベッドにて。                             | 木下柚花                        |
| #12  | 12月4日    | 不法侵入者と間違えられた希志サンタ。                     | 希島あいり（マ）                |

### 2012年
| 回数 | 初回放送日 | シチュエーション                                                                              | ゲスト                                                   |
| ---- | ---------- | --------------------------------------------------------------------------------------------- | -------------------------------------------------------- |
| #13  | 1月1日     | キシオと西野翔のお見合い。                                                                    | 西野翔（マ）                                             |
| #14  | 2月1日     | バレンタインの花屋。                                                                          | 麻美ゆま（マ）                                           |
| #15  | 3月4日     | ナイトバーにて。                                                                              | 安藤あいか（マ）                                         |
| #16  | 4月18日    | 不良の溜まり場にて。                                                                          | 川村りか（マ）                                           |
| #17  | 5月16日    | お菓子作りとキシオ。                                                                          | 吉沢明歩（マ）                                           |
| #18  | 6月17日    | 番外編・前編（公開収録）。                                                                    | かすみ果穂（マ）、 希崎ジェシカ（マ）、 初音みのり（マ） |
| #19  | 7月18日    | 後編。カフェにて。                                                                            | 同上                                                     |
| #20  | 8月19日    | #18-19の未公開集。                                                                            | 同上                                                     |
| #21  | 9月16日    | 「生かほのエチュード」（『24時間かすみレディオ』で生放送）の再編集版。 キシオ、ジェシオ登場。 | かすみ果穂（マ）、 希崎ジェシカ（マ）                    |
| #22  | 10月18日   | 卓球部の先輩と後輩。                                                                          | 小島みなみ                                               |
| #23  | 11月18日   | 美容師のカトリナと客の希志。                                                                  | 加藤リナ                                                 |
| #24  | 12月16日   | クリスマス、キシオの部屋で彼女2人が鉢合わせ。                                                 | 山中絢子（マ）                                           |

### 2013年
| 回数 | 初回放送日 | シチュエーション                                                                             | ゲスト                              |
| ---- | ---------- | -------------------------------------------------------------------------------------------- | ----------------------------------- |
| #25  | 1月17日    | 取調べ室にて。婦人警官の希志と容疑者の香西。                                                 | 香西咲                              |
| #26  | 2月17日    | アトラクションの着ぐるみのバイトをしている2人。                                              | 成瀬心美                            |
| #27  | 3月17日    | 妹（朝倉）の進路相談に来た姉（希志）。                                                       | 朝倉ことみ                          |
| #28  | 4月3日     | 中国人の女社長（希志）と、スパイ小倉。                                                       | 小倉遥（マ）                        |
| #29  | 5月19日    | 休日出勤のOL希志と、工事に来たという紗倉。                                                   | 紗倉まな                            |
| #30  | 6月17日    | トレジャーハンターの2人。                                                                    | 古川いおり                          |
| #31  | 7月21日    | クイズ番組の司会者あいのとAD歩美。                                                           | きみの歩美                          |
| #32  | 8月19日    | DVD第六幕発売記念イベントでの公開収録。トークショーあり。 卓球部エチュードの続編。           | 小島みなみ                          |
| #33  | 9月18日    | DVD第七幕発売記念イベントでの公開収録。トークショーあり。 ダンス部エチュード（キシオ登場）。 | 山中絢子（マ）、 小倉遥（マ）       |
| #34  | 10月20日   | ハロウィンコスプレエチュード。 新ルール導入（エチュードを中断できる赤ランプ）。              | 小川あさ美（マ）、 児玉菜々子（マ） |
| #35  | 11月17日   | キシオと妻（小川）と家政婦（児玉）。                                                         | 同上                                |
| #36  | 12月20日   | レストランでの研修風景。新人2名を指導する希志。                                              | 希島あいり（マ）、 里美ゆりあ（マ） |

### 2014年
| 回数 | 初回放送日 | シチュエーション                                                                                   | ゲスト                                                                                           |
| ---- | ---------- | -------------------------------------------------------------------------------------------------- | ------------------------------------------------------------------------------------------------ |
| #37  | 1月16日    | ホストクラブにて。キシオと2人の客。                                                                | 前回と同じ                                                                                       |
| #38  | 2月20日    | 酒場にいる2人の客。                                                                                | 川上奈々美                                                                                       |
| #39  | 3月20日    | 牢獄からの脱出を図る2人。                                                                          | 上原亜衣                                                                                         |
| #40  | 4月20日    | 公開収録。ガリ勉女子高生（希志）とヤンキー女子高生（希島）。                                       | 希島あいり（マ）                                                                                 |
| #41  | 5月18日    | 小料理屋の女将・希志と従業員・麻美。 前半は取り立て屋かすみ（男役）、後半は客のカスオ。            | かすみ果穂（マ）、 麻美ゆま（マ）                                                                |
| #42  | 6月20日    | 旅行会社の従業員麻美と、客のキシオとかすみ。                                                       | 同上                                                                                             |
| #43  | 7月17日    | #41-42の未収録集。                                                                                 | 同上                                                                                             |
| #44  | 8月17日    | DVD第九幕発売記念イベントでの公開収録。トークショーあり。 タクシーコント。                         | 上原亜衣                                                                                         |
| #45  | 9月21日    | 『凛とジェシカのファイト一発』#15の続き。 番組対抗体育祭・後半戦。                                 | 初音みのり（マ）、 桜木凛（マ）、 希崎ジェシカ（マ）                                             |
| #46  | 10月19日   | 番組対抗体育祭・延長戦（優勝決定戦）。                                                             | 同上                                                                                             |
| #47  | 11月23日   | 番組対抗体育祭DVD第九幕発売記念イベントでの公開収録。 占いの館に入ったキシオと、占い師のジェシカ。 | 希崎ジェシカ（マ）                                                                               |
| #48  | 12月21日   | 総集編                                                                                             | 上原亜衣、西野翔、紗倉まな、 成瀬心美、希島あいり、初音みのり、 桜木凛、希崎ジェシカ、安藤あいか |

## 関連番組
つくばテレビ制作番組の内、希志あいのを中心とした作品。

### きっす。（希軍団）
同じDuoエンターテイメント所属の希崎ジェシカ、希美まゆと組んでいたセクシーユニット「きっす。」（希軍団）に関する番組。後に希島あいりも参加し4人組となった（以下の内、4のみ参加）。2012年作品については年を省略。
1. 『ファーストきっす。』（6月） - デビュー特集[2]。
2. 『ヴィーナス・フューチャー』#105（6月16日） - デビュー当月での「きっす。」特集。
3. 『ヴィーナス・フューチャー』#110（11月17日） - 放送100回記念スペシャル第3弾（希崎ジェシカ特集）。事務所撮影会、「きっす。」PV撮影など。
4. 『セカンドきっす。』（2015年12月12日[3]） - 最後の撮り下ろし企画（希志引退のため）。「パチンコ対決企画」、「泣き虫きじーリターンズ」、「ショートドラマ「きっす。4姉妹物語」」、「タッチ・マイ・スポット」など。

## 前後番組
つくばテレビ制作番組の内、希志あいのレギュラー番組。3までは30分番組、かつ冠番組。
1. 『あいの恋文』（2009年1月-12月） - キシオ初登場。
2. 『きしめぐ』（2010年1月-12月） - 藤浦めぐ（現：めぐり）との共演番組。4回目で『きしめぐ。』に改題し、カウントも#1からになっている。
3. 『あいのエチュード』（2011年1月-2014年12月）
4. 『SPICE×BOYS』（2014年12月-2015年12月） - キシオを中心とした男装5人組（ココ（成瀬心美）、キジー（希島あいり）、ナナオ（乙葉ななせ）、アン（安藤あいか））による1時間番組。

### あいの恋文
放送期間2009年1月-12月。キシオ（希志あいの）とゲストがデートし、デートに役立つ情報を提供する番組。
（マ）は恵比寿マスカッツ（第1世代）のメンバー（当時、もしくは解散時）。
| 回数   | 初回放送日     | テーマ、場所等                                                             | ゲスト                                                  |
| ------ | -------------- | -------------------------------------------------------------------------- | ------------------------------------------------------- |
| #1     | 2009年 1月17日 | 冬の鍋料理デートをプロデュース                                             | 希崎ジェシカ                                            |
| #2     | 2月18日        | バレンタインデーのお返し                                                   | 愛斗ゆうき                                              |
| #3     | 3月18日        | 遠距離恋愛                                                                 | 七海なな                                                |
| #4     | 4月17日        | 「第一印象が最悪だったが、いつの間にか恋していた」                         | 朝日奈あかり（マ）                                      |
| #5     | 5月18日        | 「春の公園デート」                                                         | 恵けい（マ）                                            |
| #6     | 6月19日        | 「初デート」                                                               | ほしのみゆ                                              |
| #7     | 7月17日        | 「競馬場デート」東京シティ競馬（大井競馬場）                               | 伊東遥                                                  |
| #8     | 8月16日        | 「愛犬デート」                                                             | あすか伊央                                              |
| #9     | 9月18日        | 「ひと夏の恋」（原宿）                                                     | 辰巳ゆい                                                |
| #10    | 10月17日       | 「渋谷クラブカルチャー散策」                                               | 横山美雪（マ）                                          |
| #11    | 11月18日       | 「恋の三角関係」                                                           | かすみ果穂（マ）、美咲みゆ（マ）                        |
| #12    | 12月4日        | クリスマスドラマスペシャル                                                 | 希崎ジェシカ（マ）、恵けい（マ）、 藤崎りお、夏咲まりみ |
| 特別編 | 2011年 4月1日  | あいの恋文 特別編 ※DVD発売を記念した総集編。撮りおろし部分あり。60分番組。 |                                                         |

### きしめぐ（きしめぐ。）
放送期間2010年1月-12月。藤浦めぐ（現：めぐり）との共演番組。4回目で『きしめぐ。』に改題し、カウントも#1からになっている。2人が様々な企画に挑戦する。
藤浦の登場は『きしめぐ。』#7まで。#8-9に登場する小倉奈々は、藤浦と同じ事務所（POPSTAR(ポップスター)グループ）だった（藤浦は移籍）。
| 回数 | 初回放送日 | 企画（シチュエーション）                   |
| ---- | ---------- | ------------------------------------------ |
| #1   | 1月16日    | カメラマン希志あいのと、モデルの藤浦めぐ。 |
| #2   | 2月18日    | 一輪車、スポーツ対決など。                 |
| #3   | 3月18日    | メガネ女子                                 |

| 回数 | 初回放送日 | 企画（シチュエーション）                                       | ゲスト     |
| ---- | ---------- | -------------------------------------------------------------- | ---------- |
| #1   | 4月11日    | 二人がOLになったら？                                           |            |
| #2   | 5月2日     | 執事カフェ、メイドカフェ。                                     |            |
| #3   | 6月5日     | 手品バー                                                       |            |
| #4   | 7月3日     | ゴルフ対決（ゴルフカフェ）                                     | ひなあゆり |
| #5   | 8月3日     | 愛犬紹介                                                       | 吉川ゆあ   |
| #6   | 9月4日     | 腐女子（まんだらけ中野店レポート）                             | 今井かのん |
| #7   | 10月2日    | シュートボクシング体験（希志）、ヒーリンググッズ専門店（藤浦） | あやせめる |
| #8   | 11月5日    | 筋書きの無いドラマ                                             | 小倉奈々   |
| #9   | 12月3日    | 同上                                                           | 小倉奈々   |